# Xylobosca cuspidata
Xylobosca cuspidata är en skalbaggsart som beskrevs av Pierre Lesne 1906. Xylobosca cuspidata ingår i släktet Xylobosca och familjen kapuschongbaggar. Inga underarter finns listade i Catalogue of Life.